# Solanum agrimoniifolium
Solanum agrimoniifolium är en potatisväxtart som beskrevs av Per Axel Rydberg. Solanum agrimoniifolium ingår i släktet skattor som ingår i familjen potatisväxter. Inga underarter finns listade i Catalogue of Life.